# Brenda Strohmaier
Brenda Strohmaier (* 1971 in München) ist eine deutsche Autorin und Journalistin.

## Leben
Strohmaier wuchs im Saarland und Hessen auf und machte 1990 ihr Abitur. Anschließend studierte sie Publizistik, Volkswirtschaft und Politik an der Freien Universität Berlin und der University of Sussex. Ihr Studium schloss sie 1997 mit dem Titel Magistra Artium ab. 1992 begann sie als Reporterin bei Fritz und Deutschland Radio. Ab 1997 war sie Assistentin des Musikmanagers Thomas M. Stein. Ab 1999 war sie feste freie Mitarbeiterin bei Radio Eins in der Morgensendung. Zwischen 2000 und 2002 absolvierte sie ein Volontariat bei der Berliner Zeitung. Ab 2002 arbeitet sie bei der Berliner Zeitung und Die Zeit. 2004 wurde sie Lokalredakteurin bei der Berliner Zeitung. 2006 wechselte sie zu Spiegel online und anschließend zu Welt. 2020 machte sie sich als Autorin und Moderatorin selbstständig, seit 2023 arbeitet sie beim Europäischen Parlament in Brüssel.

## Werk
2006 erschien das von ihr mitherausgegebene Buch Eine Weltreise durch Berlin. Ab 2008 arbeitete sie in der Redaktionsleitung von Welt Online mit. 2011 wechselte sie in die Stil-Redaktion. Von 2010 bis 2014 promovierte sie nebenberuflich in Stadtsoziologie an der Technischen Universität Darmstadt. Ihre Doktorarbeit erschien unter dem Titel Wie man lernt, Berliner zu sein und beschäftigt sich unter anderem mit dem Medienphänomen des Schwabenhasses. Ergebnisse der Arbeit flossen ein ins Buch Der Berlin-Code: Eine Berlinungsanleitung in elf Geboten, geschrieben zusammen mit Alexander Wolf. 2015 heiratete sie ihren langjährigen Lebensgefährten, den Filmkritiker Volker Gunske, der 2016 an der seltenen Erkrankung der Gallengänge PSC starb. Über ihr Leben als Witwe schrieb sie das Buch Nur über seine Leiche. 2020 zog Strohmaier nach Marseille. Über ihren Versuch, dort heimisch zu werden, schrieb sie das Buch Blick aufs Meer, Arsch auf Grundeis.

## Bücher
- Brenda Strohmaier und Alexander S. Wolf: Der Berlin-Code. Eine Berlinungsanleitung in elf Geboten. be.bra verlag, Berlin 2016, ISBN 978-3-8393-4126-1.
- Wie man lernt, Berliner zu sein. Die deutsche Hauptstadt als konjunktiver Erfahrungsraum. Campus, Frankfurt am Main / New York 2014, ISBN 978-3-593-50184-0.
- Nur über seine Leiche. Wie ich meinen Mann verlor und verdammt viel übers Leben lernte. Penguin, München 2019, ISBN 978-3-328-10300-4.
- Blick aufs Meer, Arsch auf Grundeis. Wie ich meinen Job kündigte, nach Südfrankreich zog und das Fürchten verlernte. Penguin, München 2022, ISBN 978-3-328-10826-9.